# 崔承老
崔承老（927年-989年）出生于庆州，是高丽成宗时期的政治人物、诗人、無神論者。

## 生平
崔承老祖上是新羅貴族。982年，崔承老上书高丽成宗，提出“时务二十八条”，主张建立中央集权，并实现儒教的政治理念。崔承老认为朝鮮人民自己的生活习惯不用變，但包括礼乐制度在內的国家制度，应该向中國學習。高丽成宗採納了他的意見。